# مينوتروبين
المينوتروبين (يسمى أيضًا موجهة الغدد التناسلية البشرية) هو دواء نشط هرمونيًا لعلاج العقم. في كثير من الأحيان يتم استخدام الجمع لأن الدواء هو مزيج من الغونادوتروبينات. يتم استخراج المينوتروبين من بول النساء بعد سن اليأس.

## الوصف والاستخدام
يعكس بول النساء بعد انقطاع الطمث حالة فرط سن اليأس المفرط - مستويات الهرمون المنشط للحوصلة والهرمون المنشط للجسم الأصفر عالية - وتحتوي على مزيج من هذه الغدد التناسلية. قد توجد مواد بروتينية أخرى، بما في ذلك كميات صغيرة من موجهة الغدد التناسلية المشيمائية. في عام 1949، وجد بييرو دونيني طريقة بسيطة نسبيًا لاستخراج موجهة الغدد التناسلية من بول النساء بعد انقطاع الطمث. تم إدخال المينوتروبين بنجاح في الاستخدام السريري من قبل برونو لونينفيلد في عام 1961. في حين أن أدوية المينوتروبين السابقة تحتوي على الهرمون المنشط للحوصلة والهرمون المنشط للجسم الأصفر بنسبة 1:1، فإن إدراك أن الهرمون المنشط للحوصلة هو أمر بالغ الأهمية لتحفيز الجريب أدى إلى تطوير مستحضرات أحدث تحتوي على نسبة الهرمون المنشط للحوصلة / الهرمون المنشط للجسم الأصفر أعلى بكثير، يوروفوليتروبين كونه مثالًا.
تم تصميم مستحضرات المينوتروبين للاستخدام في نساء مختارات حيث تحفز المبيضين على نضج البصيلات، مما يجعلها أكثر خصوبة. يتم إعطاؤها عن طريق الحقن اليومي عادة، في العضل أو تحت الجلد، لمدة حوالي عشرة أيام تحت إشراف دقيق لضبط الجرعة ومدة العلاج. يمكن استخدامها أيضًا في الرجال المصابين بقصور الغدد التناسلية لتحفيز إنتاج الحيوانات المنوية.
تتعرض مستحضرات المينوتروبين البشرية المشتقة من البول إلى الخطر النظري للعدوى من المتبرعين بعد انقطاع الطمث في البول. ومع ذلك، فإن الفشل في إثبات العدوى بشكل لا يمكن دحضه بعد التلقيح داخل الدماغ بالبول من العوائل المصابة بالأسفنجية المنقولة يشير إلى أن الخطر المرتبط بالمنتجات المشتقة من البول هو مجرد نظرية.
يجب أن يستبدل الحمض النووي معاد التركيب إلى حد كبير المينوتروبين في علاج العقم. تسمح العملية المؤتلفة بإنتاج الهرمون المنشط للجسم الأصفر أو الهرمون المنشط للحوصلة النقي «غير الملوث» ببروتينات أخرى قد تكون موجودة بعد الاستخراج البولي. في حين يبدو أن بعض الدراسات المباشرة لا تشير إلى أن «الهرمون المنشط للحوصلة النقي» يعطي نتائج أفضل من المينوتروبين، يدعي البعض الآخر أن الهرمون المنشط للجسم الأصفر المؤتلف أكثر كفاءة ويقلل من التكاليف. لم يكشف تحليل مؤسسة كوكرين عن اختلافات كبيرة في النتائج السريرية عند مقارنة البول مقابل الهرمون المنشط للحوصلة المؤتلف.
أفادت لجنة الممارسة بالمنظمة الأمريكية للطب التناسلي: «بالمقارنة مع مستخلصات الحيوانات الخام السابقة، تتمتع منتجات موجهة الغدد التناسلية البولي عالية النقاوة والمتجددة بجودة فائقة ونشاط محدد وأداء. لا توجد فروق مؤكدة في السلامة أو النقاء أو الفعالية السريرية بين مختلف منتجات موجهة الغدد التناسلية البولي أو المؤتلف.»